# مانع التسرب (مادة)

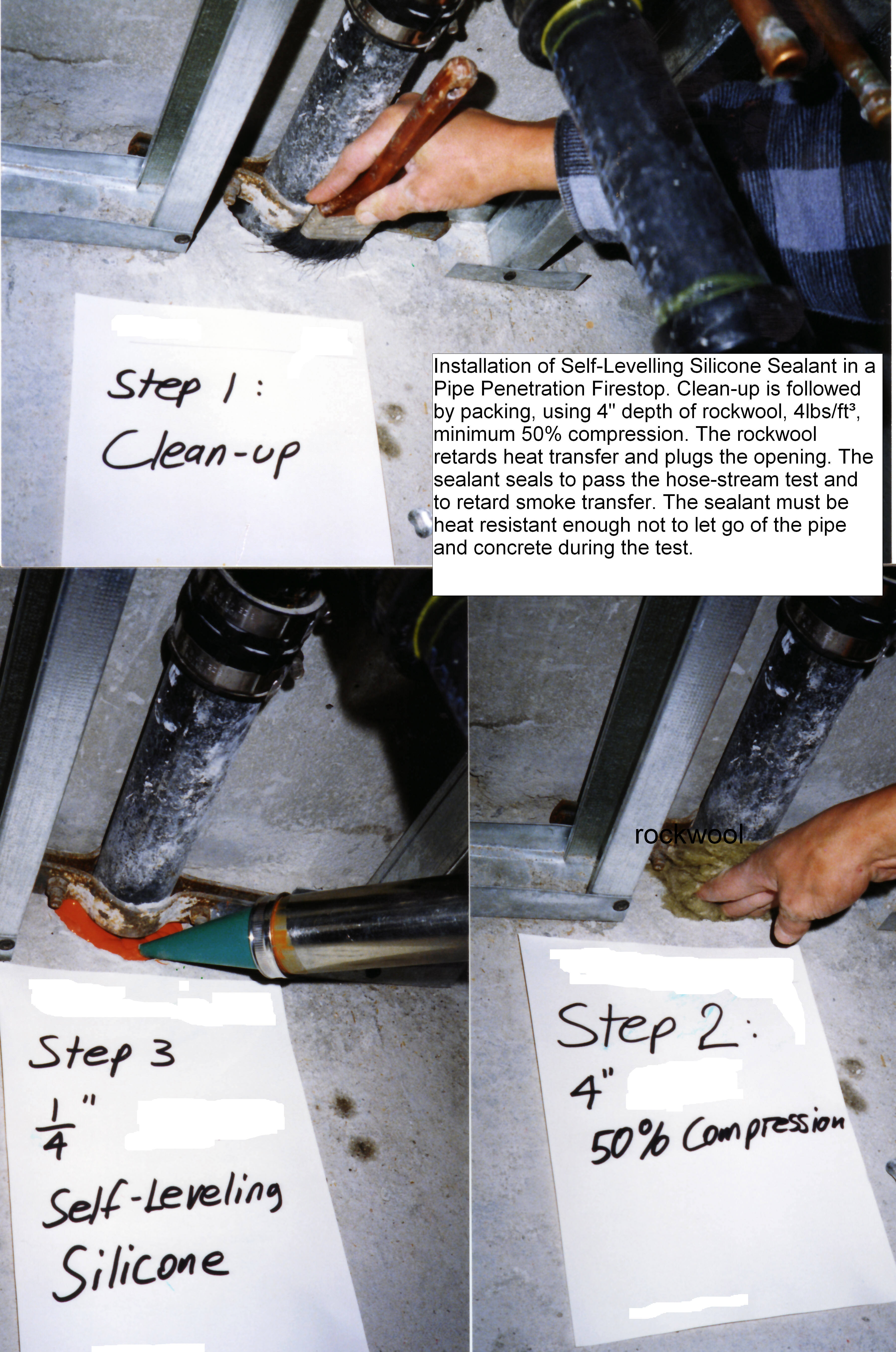
استخدام السيليكون في إحكام الأنابيب التي تخترق أرضية خرسانية مقاومة للحريق

مانع التسرب أو المُحكِم (بالإنجليزية:Sealant) هي مادة تشبه المعجون وتستخدم لسد المفاصل والفجوات والثقوب لمنع مرور السوائل أو الغبار أو الصوت والحرارة. على النقيض من المحكمات الميكانيكية المصنوع من مواد مرنة وصلبة، يجب أن تلتصق المادة المانعة للتسرب بجوانب المفصل من أجل أداء وظيفتها.

## التاريخ
استخدمت مواد الإحكام أول مرة في عصور ما قبل التاريخ كالطين والعشب والقصب لإغلاق الفتحات في المساكن وحمايتها من عوامل الطقس مثل التسقيف بالقش. من الأمثلة على المواد الطبيعية المحكمة والمواد اللاصقة صمغ الرانتج النباتي مثل قطران نبات القضبان والأسفلت والشمع والنورة. في القرن السابع عشر، استخدم معجون مصنوع من زيت بذر الكتان والطباشير أول مرة لإحكام زجاج النوافذ، وفي وقت لاحق استخدمت مواد أخرى أيضًا لصنع معاجين أساسها من الزيوت وكان غالبًا ما يشار إليها باسم موانع التسرب. طورت البوليمرات في عشرينيات القرن الماضي مثل بوليمرات الأكريليك ، وبوليمرات البوتيل وبوليمرات السيليكون أول مرة واستخدامها في صناعة مواد الإحكام. بحلول الستينيات من القرن الماضي ، كانت مواد الإحكام المصنوعة من البوليمرات الصناعية مستخدمة على نطاق واسع.